# Bakterijska pljučnica
Bakterijska pljučnica je pljučnica (vnetje pljuč), ki jo povzroči bakterijska okužba. Med povzročitelji klasičnih bakterijskih pljučnic je najpogostejši pnevmokok (Streptococcus pneumoniae).

## Povzročitelji
V številnih primerih pljučnic povzročitelja ni mogoče dokazati. Bakterije so najpogostejši vzrok pljučnic pri odraslih bolnikih, starejših od 30 let. Pri zunajbolnišnični pljučnici so med bakterijskimi povzročitelji najpogostejši Streptococcus pneumoniae, Haemophilus influenzae, Chlamydia pneumoniae, Mycoplasma pneumonie) (slednji povzročata atipično pljučnico). Pri bolnikih z bolnišnično pljučnico so med bakterijskimi povzročitelji najpogostejši Escherichia coli, Klebsiella pneumoniae, Enterobacter spp., Pseudomonas aeruginosa, Acinetobacter spp. in Staphylococcus aureus.

## Patogeneza
Bakterijski povzročitelji (kot tudi drugi povzročitelji) lahko zaidejo v spodnja dihala z aspiracijo (vdihom) bakterijske flore zgornjih dihal, z vdihavanjem aerosoliziranih delcev ali redko s krvjo (z razsojem bakterij iz oddaljenega žarišča v telesu). 
Okužba povzroči vnetje dihalnih poti, pljučnih mešičkov in pripadajočih tkiv ter rebrne mrene.

## Simptomi
Simptomi so odvisni od razširjenosti vnetja, povzročitelja in odzivnosti bolnika. Poteka lahko blago, lahko pa je potek tako hud, da vodi celo do pljučne odpovedi in smrti.
Pri tipični pljučnici je nastop simptomov običajno hiter. Značilni sta vročina in mrzlica. Izmeček, ki se pojavlja pri kašlju, je lahko rumen ali rjav. Pojavljajo se lahko bolečine v prsih, ki so običajno hujše pri vdihu ali kašlju. Prsni koš je lahko tudi občutljiv na dotik. Pljučnico lahko spremlja zasoplost, zlasti pri bolnikih z drugimi pljučnimi boleznimi, kot sta astma in emfizem.
Atipične pljučnice imajo neznačilen klinični potek in so pogosto brez značilnih simptomov in znakov pljučnice. Običajno se začnejo bolj postopno, prisotni so številni sistemski znaki in simptomi. Pogosti so tudi glavoboli in drugi zunajpljučni simptomi. Kašelj se pojavi šele po več dneh in je običajno neproduktiven in dražeč.